# 55 Pułk Artylerii Lekkiej (II RP)
55 Pułk Artylerii Lekkiej (55 pal) – oddział artylerii lekkiej Wojska Polskiego II RP, nieistniejący podczas pokoju.

## Organizacja i formowanie pułku
Pułk nie występował w organizacji pokojowej wojska. Został sformowany, zgodnie z planem mobilizacyjnym „W”, w pierwszych dniach września 1939 roku, w II rzucie mobilizacji powszechnej. Jednostkami mobilizującymi były: 6 pułk artylerii lekkiej w Krakowie (dla dowództwa pułku i I dywizjonu) i 2 pułk artylerii lekkiej Legionów w Kielcach (dla II i III dywizjonu). Pułk miał być organiczną jednostką artylerii 45 Dywizji Piechoty (rezerwowej). Dnia 31 sierpnia 1939 roku przystąpiono do przyspieszonej mobilizacji jednostek I i II rzutu z mobilizacji powszechnej. 2 września 1939 roku przystąpiono do mobilizacji w garnizonie Kielce baterii dla dywizjonów 55 pal. Organizatorem i dowódcą pozostałości 2 pal Leg. odpowiedzialnym za zmobilizowanie planowanych jednostek był mjr Józef Porębny (pokojowy II zastępca dowódcy 2 pal Leg.). Z uwagi na przyspieszenie mobilizacji do Kielc nie dotarli jeszcze wszyscy oficerowie i szeregowi rezerwy, nie wystawiono lub wystawiono z opóźnieniem komisje poboru koni.
Jednak posiadanymi nadwyżkami po mobilizacji alarmowej i napływającymi rezerwistami formowano zawiązki baterii i innych pododdziałów. Dokonywano rozśrodkowania broni, sprzętu i wyposażenia do przewidywanych miejsc formowania w Posłowicach, Dyminach, Czarnowie, Niewachlowie. 3 września uzyskano 70 koni z dyslokowanego Ośrodka Zapasowego Artylerii Lekkiej nr 7, które natychmiast przekazano do formującej się 7 baterii. Jako pierwszą utworzono improwizowaną o niepełnych stanach 5 baterię armat pod dowództwem por. Jana Jankowskiego. Z uwagi na 50% stan żołnierzy i braki koni, ukompletowano tylko 3 działony z jaszczami oraz minimalną obsadą zwiadu oraz łączności. Jednocześnie mobilizowano 4 i 7 baterię. Wysłana 4 września 7 bateria haubic osiągnęła stan osobowy oraz ukompletowania koni i taboru na poziomie 60%. 4 września po południu do Kielc napłynęły duże grupy rezerwistów z zachodnich rejonów kraju i zaczęto otrzymywać tabor i konie z komisji poboru koni. Zbiegło się to zarządzono ewakuacją garnizonu nocą 4/5 września. W godzinach nocnych 4/5 września pod dowództwem kpt. Władysława Borowika formowany III dywizjon haubic (baterie 8 i 9) z 8 działami opuścił Kielce, kierując się przez Łagów, Opatów do Sandomierza. Równolegle formujący się II dywizjon podjął marsz do miejscowości Jastkowice pod Rozwadowem, na prawym brzegu Wisły. Po dotarciu do Jastkowic koło Rozwadowa 8 września wszystkich grup 55 pal, na miejscu utworzono improwizowany II dywizjon 55 pal w składzie: 6 baterii armat i 9 baterii haubic. Dowództwo objął mjr Wacław Cypryszewski. Do dywizjonu dołączyła kolumna amunicyjna III/12 pal, bateria 9/12 pal oraz dwa plutony artylerii piechoty z pułków 12 DP.

## 55 pal w kampanii wrześniowej

### Działania bojowe

#### Walki w obronie Kielc i Radomia
3 września 5 baterię armat wysłano z improwizowanym batalionem piechoty por. Buczka na zachodnie przedpola Kielc. 4 września 7 bateria haubic rozpoczęła wspieranie ogniowe batalionu I/154 pp rez. w rejonie miejscowości Kajetanów i Lekomin. Jednocześnie 5 bateria armat została przydzielona do wsparcia batalionu II/154 pp w rejonie Świętej Katarzyny. 5 września do wsparcia batalionu I/154 pp przystąpiła też 4 bateria armat. 5 i 6 września baterie 4 i 5 armat wspierały ogniem na wprost piechotę ze składu 154 pp rez. w walce z niemiecką 2 Dywizją Lekką. Natomiast 7 bateria haubic prowadziła ogniem pośrednim ostrzał nacierających jednostek wroga. 6 września wobec oskrzydlającego pozycje polskiej piechoty podjazdu 2 Dywizji Lekkiej zagrożona została 7 bateria, która na czele z dowódcą porzuciła swoje działa i zbiegła. Odbite przez piechotę 154 pp rez. i 51 dywizjon pancerny działa baterii objął ppor. Henryk Śpiewakowski. Wsparł skutecznie w rejonie Zagnańska kontratak zbiorczego pułku wystawionego przez OZ 16 DP. Prawdopodobnie 6 września w rejonie Bodzentyna została zniszczona 5 bateria. 6 września 3-4 działony wspierały pododdziały 93 pułk piechoty rez. z Grupy „Radom” w walkach w rejonie Zagnańska. Od 7 września z części tych działonów sformowano pluton artylerii i włączono do artylerii dywizyjnej 3 DP Leg. Od 7 września Podgrupę „Radom” ppłk dypl. B. Kowalczewskiego, wspierała 7 bateria haubic. Zajęła stanowiska ogniowe w rejonie Suchedniów-Kleszczyny, za liniami własnej piechoty, przyczyniła się ok. południa do odparcia niemieckiego natarcia w rejonie Łączna. Następnie o godz.17.00 wsparła kontratak własnej piechoty mającego na celu osłonę wycofania się Grupy „Radom”. W trakcie odwrotu w kierunku Iłży 7 baterii, z uwagi na niekompletne wyposażenie w konie, bateria pozostała w tyle za wycofującymi się własnymi jednostkami piechoty. Podczas przekraczania przez uszkodzony most na rzece Kamienna odparła podjazd pojazdów pancernych 2 Dywizji Lekkiej. Podczas odpoczynku w okolicznych lasach została okrążona i w rezultacie 8 września rozwiązana. Do 9 września dwa plutony armat z 55 pal wspierały ogniem bezpośrednim pododdziały 3 i 12 DP w walkach pod Iłżą, ulegając zniszczeniu.

#### Walki w Grupie „Sandomierz”
Od 9 września improwizowany II dywizjon wspierał walki Grupy „Sandomierz” nad Wisłą i Sanem. 10 września dywizjon zajmował stanowiska ogniowe w rejonie miejscowości Pniów obok przeprawy promowej z kierunkiem strzału na Sandomierz. 11 i 12 września z tych stanowisk baterie 6 i 9 ostrzeliwały cele na zachodnim brzegu Wisły. 9 bateria zniszczyła jedno z dział ostrzelanej niemieckiej baterii artylerii, a także 2 samochody z ostrzelanej przez nią kolumny samochodów ciężarowych. 6 bateria zmieniła stanowiska na rejon wsi Trześń, na zachodniej stronie Sanu. 6 bateria 12 września ostrzeliwała niemiecką piechotę w rejonie Gór Pieprzowych. Nocą 13/14 września przegrupowano baterie na nowe odcinki. 9 bateria zajęła stanowiska ogniowe w rejonie Antoniów, skąd ostrzelała kolumny niemieckie poruszające się zachodnim brzegiem Wisły w rejonie Sandomierza koło Gór Pieprzowych. Nocą 14/15 września II dywizjon prowadził działania odwrotowe w składzie grupy, w rejonie Modliborzyc, gdzie w płonącym lesie odłączyła się od dywizjonu 9 bateria. 6 bateria w rejonie Modliborzyc została zbombardowana, wśród 2 poległych był dowódca baterii. 16 września 6 bateria dotarła do Frampola w składzie Grupy „Sandomierz”. Wieczorem tego dnia działon z 6 baterii ubezpieczający przemarsz piechoty zniszczył niemiecki pojazd pancerny. 17 września 6 bateria wraz z Grupą „Sandomierz” wycofała się znad rzeki Łada. 18 września o godz. 9.00 6 bateria armat zajęła stanowiska ogniowe na skraju wsi Rudka koło Zwierzyńca, skąd ostrzeliwała niemieckie oddziały atakujące piechotę w rejonie stacji kolejowej Zwierzyniec. Od godz. 15.00 wykonała marsz w rejon Krasnobrodu zajmując wieczorem stanowiska ogniowe w rejonie wzg. 335. Wzmocnił ją działon z rozbitej w rejonie Potasznik 14 września 2 baterii armat 2 pal Leg. Nocą 18/19 września 6 bateria zajęła stanowiska na lizjerze lasu Zielona. Na rozkaz ppłk. Antoniego Sikorskiego 19 września 6 bateria i 9/12 pal, ostrzeliwały wykryte cele zużywając dużą część amunicji. 20 września II dywizjon na rozkaz dowódcy Grupy Operacyjnej „Jagmin” gen. bryg. Sadowskiego prowadził ostrzał celów w rejonie Tomaszowa Lubelskiego wystrzeliwując ostatnie posiadane pociski. Po czy został rozwiązany, niszcząc broń i sprzęt.

#### Na szlakach odwrotu
Bateria 9 haubic 55 pal na czas nie otrzymała rozkazu do odwrotu z rejonu Modliborzyc odłączyła się od dywizjonu. Wieczorem 15 września pomaszerowała samotnie poprzez Zaklików, Janów Lubelski i od rana 16 września ukrywała się w lasach koło Majdanu. Wieczorem pojechała w kierunku północnym przez Chrzanów, Tokary. 18 września 9/55 pal w lasach na południowy zachód od Turobina dołączyła do Grupy ppłk. Trzebuni. Prowadziła działania ogniowe w składzie Grupy ppłk. Trzebuni w rejonie Turobina i Tokar. W rejonie Samoklęsk stoczyła walkę ogniową z wojskami niemieckimi, tocząc po drodze potyczki dotarła do Woli Okrzejskiej. W trakcie walk straciła kilku żołnierzy poległych i kilku rannych. Następnie resztki baterii dotarły w tym rejonie do 60 DP rez. SGO „Polesie”.
Nie do końca sformowana 8 bateria haubic z uwagi na ewakuację Kielc podjęła wieczorem 4/5 września marsz z Kielc wraz z OZN 2 pal. 8 września dotarła do Jastkowic koło Stalowej Woli, skąd wymaszerowała w nocy 13/14 września w kierunku Zamościa. Po uzyskaniu wiedzy o zajęciu Zamościa, poprzez Szczebrzeszyn i Turobin bateria doszła 15 września do Piasków Luterskich. W rejonie Chełma Lubelskiego rozkazem dowódcy Frontu Północnego skierowano 8 baterię i OZN 2 pal Leg. do Kamienia na wschód od Chełma. 18 września na rozkaz dowódcy III Brygady Piechoty płk. S. Tatara z 8/55 pal kpt. Borowika, wydzielono 2 haubice tworząc nową baterię haubic kpt. Wincentego Brożycha. Baterię kpt. Brożycha utworzono z posiadanych na miejscu oficerów i kanonierów, koni i sprzętu artyleryjskiego. Weszła w skład XIX Brygady Piechoty wchodzącą w skład Kombinowanej Dywizji gen. Wołkowickiego. Bateria haubic kpt. Brożycha 19 i 20 września wsparła w walkach o obronę linii rzeki Bug w rejonie Dorohuska obronę (odtworzonego)77 pułku piechoty. Po rozbiciu 23 września XIX BP, bateria haubic wraz z 86 pułkiem piechoty 24 września dołączyła do Grupy „Dubno” w lasach majątku Dobrzyca. Następnie po marszu wraz z grupą, weszła do walki 24 września w godzinach po południowych wspierając natarcie improwizowanego pułku piechoty ppłk. dypl. Kazimierza Klochowicza i 86 pp o rejon wsi Rzyczki i Michałówka. Walki trwały do wieczora wyczerpując amunicję do haubic, nie otwarto drogi przez Rawę Ruską. Walki z oddziałami niemieckiej 2 Dywizji Pancernej trwały w nocy 24/25 września. 25 września Grupa „Dubno” skapitulowała przed wojskami niemieckimi. Baterię 8/55 pal włączono w skład III BP. Brygada weszła w skład odtwarzanej 1 Dywizji Piechoty Legionów. Wraz z nią 19 września 8/55 pal wykonała marsz poprzez Chełm, Wojsławice, Grabowiec, następnego dnia dotarła do wsi Tuczap, koło Koniuchy. 21 września przemaszerowała przez Kotlice do Perepsy, uzupełniając amunicję po drodze. 22 września po osiągnięciu Wólki Pukarzowskiej koło Łabuń bateria 8/55 pal została podporządkowana dowódcy 1 pułku artylerii lekkiej Legionów. Przegrupowała się tego dnia do rejonu wsi Rachanie, gdzie poniosła straty od ostrzału artylerii niemieckiej. 23 września wspierała całodzienne walki, w tym natarcie 8 pułku piechoty Legionów na wieś Niemirówek. Z uwagi na okrążenie 1 DP Leg., nocą 24/25 września 8 bateria zdołała wyjść z okrążenia wraz z częścią 1 pułku piechoty Legionów i 8 pp Leg., po trasie Dzierążnia, Dąbrowa, Majdan Krynicki, Suchowola i Krasnobród. W tym rejonie dołączyła do 39 Dywizji Piechoty rez. i w nocy 24/25 września została włączona w skład dywizjonu III/3 pułku artylerii lekkiej Legionów. 25 września resztką amunicji wspierała walki obronne 39 DP rez. w rejonie Krasnobrodu. Po czym nocą 25/26 września przemieściła się przez Jacnię, Kaczórki w rejon Malewszczyzny. 26 września stacjonowała w rejonie Malewszczyzna-Szopowe. 8 bateria haubic kpt. Władysława Borowika skapitulowała wraz ze zgrupowaniem 39 DP rez. rano 27 września, niszcząc i zakopując broń.
10 dział przewidzianych dla 55 pal zostało użytych do uzupełnienia strat 6 pal.

## Obsada personalna pułku
Dowództwo

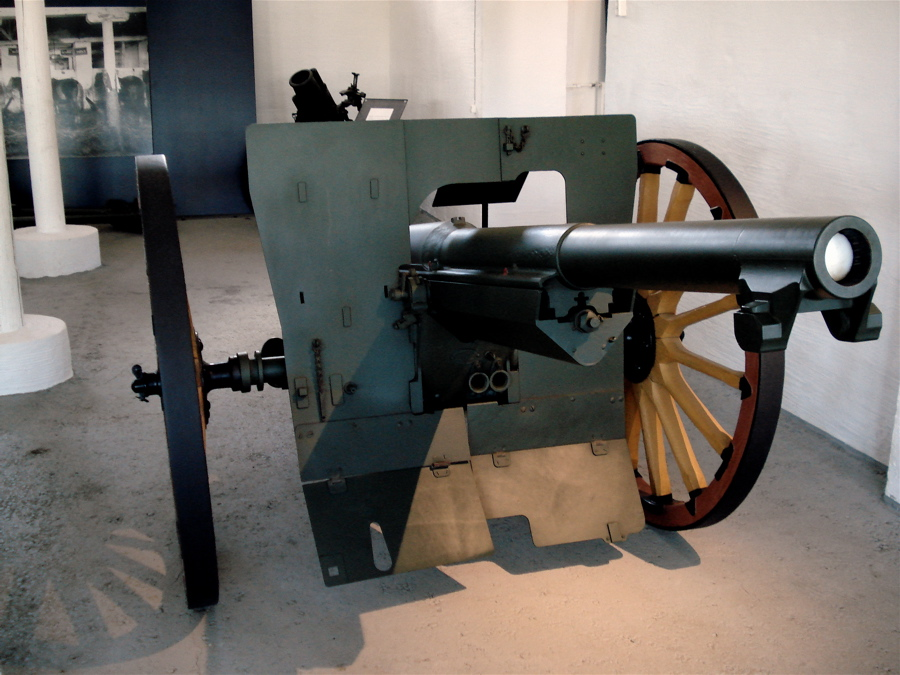
Armata 75 mm wz. 1897

- dowódca pułku – ppłk Adam Józef Riedl
- płatnik – kpt. Wincenty Brożych

I dywizjon (armat 75 mm wz.1897)
- dowódca dywizjonu – kpt. Stanisław Rokicki (do +8 IX 1939), kpt. Władysław Cesarz (od 9 IX 1939 były dowódca 11/23 pal)
- dowódca 1 baterii – por. Alfred Marceli Lewandowski (z 6 pal)
- dowódca 2 baterii – por. Marian Jan Twardy (z 21 pal)
- dowódca 3 baterii – kpt. rez. dr inż. Andrzej Piotr Łuszczkiewicz

II dywizjon (armat)
- dowódca dywizjonu – mjr Wacław Cypryszewski
- dowódca 4 baterii – ppor. Antoni Jakubowski
- dowódca 5 baterii – por. Jan Jankowski[6]

- dowódcy 6 baterii – ppor. rez. Adam Jastrzębski[14],  ppor. rez. Stefan Lech (od 17 IX 1939)[15]
  - oficer zwiadowczy 6 baterii – ppor. rez. Witold Rynkiewicz

III dywizjon (haubic 100 mm wz.14/19)
- dowódca dywizjonu – p.o. kpt. Władysław Borowik
- dowódcy 7 baterii – kpt. rez. Władysław Zalewski[16],  ppor. Henryk Śpiewakowski[17]

- dowódca 8 baterii – kpt. Władysław Borowik[12]
- dowódca 9 baterii – ppor. Andrzej Zbyszewski
  - oficer zwiadowczy 9 baterii – ppor. rez. Tadeusz Kwiatkowski
  - oficer ogniowy 9 baterii – ppor. rez. Konstanty Szulc

Oficerowie pułku:
- Adam Borys
- ppor. Stanisław Biernacki[18]